# 2004-es Copa América (keretek)
A következő lista tartalmazza a Peruban rendezett, 2004-es Copa Américan részt vevő nemzeteinek játékoskereteit. A tornát 2004. július 6-a és 25-e között rendezték. Costa Rica és Mexikó meghívottként vett részt.